# Mecostethus parapleurus
Mecostethus parapleurus is een rechtvleugelig insect uit de familie veldsprinkhanen (Acrididae). De wetenschappelijke naam van deze soort is voor het eerst geldig gepubliceerd in 1822 door Hagenbach.